# 타카츠카 히로무
타카츠카 다이몽(1999년4월4일 - )은, 일본 의 아이돌이다. 남성 아이돌 그룹 INI 의 멤버이다. 도쿄도 출신이고, LAPONE 엔터테인먼트 소속이다.